# Astrantia trifida
Astrantia trifida là một loài thực vật có hoa trong họ Hoa tán. Loài này được Hoffm. mô tả khoa học đầu tiên năm 1816.